# 534 TCN
534 TCN là một năm trong lịch La Mã.